# Marengo (Indiana)
Marengo es un pueblo ubicado en el condado de Crawford en el estado estadounidense de Indiana. En el Censo de 2010 tenía una población de 828 habitantes y una densidad poblacional de 413,04 personas por km².

## Geografía
Marengo se encuentra ubicado en las coordenadas 38°22′17″N 86°20′40″O / 38.37139, -86.34444. Según la Oficina del Censo de los Estados Unidos, Marengo tiene una superficie total de 2 km², de la cual 2 km² corresponden a tierra firme y (0%) 0 km² es agua.

## Demografía
Según el censo de 2010, había 828 personas residiendo en Marengo. La densidad de población era de 413,04 hab./km². De los 828 habitantes, Marengo estaba compuesto por el 95.41% blancos, el 0.12% eran afroamericanos, el 0.85% eran amerindios, el 0% eran asiáticos, el 0.48% eran isleños del Pacífico, el 0.48% eran de otras razas y el 2.66% pertenecían a dos o más razas. Del total de la población el 2.05% eran hispanos o latinos de cualquier raza.